# Чакруд (Сіяхкаль)
Чакруд (перс. چاكرود) — село в Ірані, у дегестані Пір-Кух, у бахші Дейламан, шагрестані Сіяхкаль остану Ґілян. За даними перепису 2006 року, його населення становило 33 особи, що проживали у складі 8 сімей.

## Клімат
Середня річна температура становить 11,62°C, середня максимальна – 26,80°C, а середня мінімальна – -4,56°C. Середня річна кількість опадів – 462 мм.
| Клімат поселення                              | Клімат поселення | Клімат поселення | Клімат поселення | Клімат поселення | Клімат поселення | Клімат поселення | Клімат поселення | Клімат поселення | Клімат поселення | Клімат поселення | Клімат поселення | Клімат поселення | Клімат поселення |
| Показник                                      | Січ.             | Лют.             | Бер.             | Квіт.            | Трав.            | Черв.            | Лип.             | Серп.            | Вер.             | Жовт.            | Лист.            | Груд.            |                  |
| Середній максимум, °C                         | 7,49             | 8,02             | 10,56            | 16,27            | 20,51            | 24,97            | 26,64            | 26,80            | 24,06            | 19,72            | 13,58            | 8,88             |                  |
| Середня температура, °C                       | 1,46             | 1,98             | 4,53             | 10,23            | 14,50            | 18,93            | 21,34            | 21,49            | 18,74            | 14,42            | 8,27             | 3,57             |                  |
| Середній мінімум, °C                          | −4,56            | −4,03            | −1,5             | 4,22             | 8,46             | 12,90            | 16,02            | 16,17            | 13,45            | 9,10             | 2,95             | −1,73            |                  |
| Норма опадів, мм                              | 44               | 43               | 66               | 48               | 36               | 14               | 14               | 14               | 21               | 48               | 56               | 58               |                  |
| Середньомісячна швидкість вітру, м/с          | 2.00             | 2.47             | 2.66             | 3.02             | 2.54             | 2.38             | 2.30             | 2.08             | 1.98             | 1.92             | 2.15             | 1.92             |                  |
| Середньомісячна сонячна радіація, кДж/м²·день | 7504             | 9930             | 12334            | 16526            | 20512            | 23391            | 23427            | 20432            | 17193            | 12295            | 9248             | 7181             |                  |
| --------------------------------------------- | ---------------- | ---------------- | ---------------- | ---------------- | ---------------- | ---------------- | ---------------- | ---------------- | ---------------- | ---------------- | ---------------- | ---------------- | ---------------- |
| Джерело:                                      |                  |                  |                  |                  |                  |                  |                  |                  |                  |                  |                  |                  |                  |